# 鉄人Q
『鉄人Q』（てつじんキュー）は、月刊娯楽雑誌「小学四年生」に1958年に連載された江戸川乱歩作の少年向け推理小説シリーズの一つである。

## 概要
怪人二十面相が部下とともに老博士と人間そっくりのロボット「鉄人Q」に扮し、誘拐事件や宝石泥棒等で世間を驚かせるストーリー。
作中で過去に「仮面の恐怖王事件」の話があり、事件で得た資金で無線機や制服を購入したことが判明している。
終盤で怪人二十面相相手に小林少年と井上少年が空中戦で捕らえる場面がある。

## あらすじ
少年探偵団の少年の目の前で人間そっくりのロボット「鉄人Q」が創造者である老博士の前で暴れ出して逃走する。そして、「鉄人Q」は少女誘拐事件や宝石泥棒等の様々な事件を起こす。